# Pforzheimer Tunnel
Der Pforzheimer Tunnel ist ein Eisenbahntunnel im Zuge der zweigleisigen, elektrifizierten Bahnstrecke Karlsruhe–Mühlacker.

## Geografische Lage
Der Tunnel liegt zwischen dem Haltepunkt Ispringen (Streckenkilometer 22,865) und Pforzheim Hauptbahnhof (Streckenkilometer 26,262).

## Technische Parameter
Der Tunnel ist 909 m lang, zweigleisig und mit einer festen Fahrbahn ausgestattet.

## Geschichte
Ein erster Tunnel entstand zwischen 1858 und 1860. Da dieser nach mehr als 150 Jahren im Betrieb sanierungsbedürftig war, wurde ab Januar 2016 ein neuer, parallel liegender Tunnel errichtet. Dessen Durchschlag erfolgte Anfang Mai 2017. Während einer Streckensperrung zwischen dem 31. Juli 2018 und dem 9. September 2018 wurde der neue Tunnel an die bestehende Infrastruktur angeschlossen. Am 10. September 2018 wurde der neue Tunnel in Betrieb genommen. Die Baukosten betrugen rund 100 Mio. Euro. Der alte Tunnel wurde, auch mit Ausbruchmaterial des neuen Tunnels, verfüllt.